# Police Quest: SWAT
Police Quest: SWAT ist ein Grafikadventure-Computerspiel mit Anleihen eines Interaktiver Films, wobei es teils Züge eines Lernspiels besitzt. Entwickelt und veröffentlicht wurde es von Sierra Online für MS-DOS, Windows und Mac OS. Es ist der fünfte Teil innerhalb der Police-Quest-Reihe und der erste Teil der SWAT-Unterserie.

## Spielprinzip
Der Spieler schlüpft in die Rolle eines Anfängers in der SWAT-Einheit. Es gilt Zeugen zu befragen und beim Erstürmen von Gebäuden auf die Handzeichen der Kollegen zu achten. Ziel ist es, selbst zum Einsatzleiter befördert zu werden. Sämtliche Dialoge und Ereignisse werden als Filmsequenzen präsentiert, wobei die Schauspieler per Bluescreen-Technik abgefilmt und auf fotografierte Hintergründe gelegt wurden.

## Rezeption
Das Spiel nehme sich und die Arbeit der Spezialkräfte sehr ernst. Die Schauspieler seien gut besetzt und die Musik sei stimmig. Die Missionen bleiben dabei stets linear und basieren auf Versuch und Irrtum. Dadurch wiederhole sich das Spiel oft. Das Schießtraining sei langweilig. Die Steuerung sei gewöhnungsbedürftig. Die Authentizität sei zwar hoch, aber spielerische Elemente fehlen.